# The Betrayal – Nerakhoon
The Betrayal – Nerakhoon ist ein Dokumentarfilm von 2008. Er handelt von laotischen Flüchtlingen, die wegen des laotischen Bürgerkriegs in New York City leben. Der Film ist das Regiedebüt von Ellen Kuras, ihr Regie-Partner war Thavisouk Phrasavath.

## Inhalt
The Betrayal – Nerakhoon handelt von der Familie um den Protagonisten Thavi im US-amerikanischen Exil und ihre Vergangenheit. Nachdem sie vor dem Laotischen Bürgerkrieg geflohen ist, steht sie nun den Herausforderungen des neuen Alltags in New York City gegenüber.
Der Vater wurde zuvor von Nachbarn denunziert und durch die Pathet Lao zum Staatsfeind erklärt, über sein Verbleiben ist nichts bekannt – entweder kam er in ein Arbeitslager oder wurde zum Tode verurteilt.
Zusammen mit der Mutter plante Thavi eine Flucht in ein besseres Leben über Thailand für die gesamte Familie, diese besteht eigentlich auch aus neun weiteren Kindern. Die Mutter hielt Thavis Chance für eine erfolgreiche Flucht für die größte. Er musste dann im Alter von 12 Jahren als erster der Familie fliehen, indem er den Fluss Mekong mit zwei aufgeblasenen Plastiktüten als Schwimmhilfe überquerte. Mutter und Geschwister folgten zwei Jahre später.
Die Hoffnungen an die neue Heimat („one step from heaven“, eine Stufe vor dem Himmel) werden enttäuscht, schon bei der Ankunft erfolgt eine Unterbringung in einem billigen Apartment, zusammen mit anderen Flüchtlingsfamilien, allerdings aus Vietnam und Kambodscha. Die Wohnung ist in einem sozialen Brennpunkt, Drogen und Gewalt sind im Umfeld alltäglich. Thavi wird Teil einer asiatischen Gang, welche die vorherrschende Gewalt ihrerseits mit Gewalt beantwortet. Gleichzeitig versucht der die traumatisierte Mutter zu trösten und dem Haushalt vorzustehen.

## Produktion
The Betrayal – Nerakhoon kombiniert Archivmaterial mit neuen Aufnahmen. Der Film war insgesamt 23 Jahre lang in Arbeit, bevor die Produktion 2008 abgeschlossen wurde.

## Filmpreise
Gewonnen
- „Primetime Emmy Award for Exceptional Merit in Documentary Filmmaking“, 2010
- „NBR Award“ der Top Five Documentaries des National Board of Review, 2008
- „Spectrum Award“ des  Full Frame Documentary Film Festivals, 2008

Nominierungen
- „Bester Dokumentarfilm“ der Oscarverleihung 2009
- „Independent Spirit Award“ der Independent Spirit Awards, 2009
- „Cinema Eye Honors Award“, 2009
- „Grand Jury Prize“ des Sundance Film Festivals, 2008